# 크리스틴 벨
크리스틴 벨(영어: Kristen Anne Bell, 1980년 7월 18일 ~ )은 미국의 배우이다. 연극에서 경력을 시작했고 뉴욕의 티시 예술대학을 다녔다. 2001년 《톰 소여의 모험》의 베키 대처 역으로 브로드웨이 데뷔를 했고 다음 해 《시련》의 브로드웨이 재공연에 출연했다. 2004년 영화 《스파르탄》의 조연으로 출연했고 《그레이시스 초이스》에서의 연기로 좋은 평가를 받았다.
벨은 그녀의 첫 주연인 10대 누아르 드라마 《베로니카 마스》(2004-07)에서 주인공 역으로 비평가들의 찬사를 얻었다. 그녀의 연기로 새턴상 TV부문 여우주연상을 수상했고 2014년 동명의 영화 베로니카 마스에도 출연했다.

## 출연
- 2023년: 퍼피 구조대: 더 마이티 무비 - 자넷 역
- 2022년: 그 여자의 집 건너편 창가에 웬 소녀가 있다 - 애나 역
- 2021년: 가십걸 - 가십걸 역 (목소리)
- 2019년: 겨울왕국 2 (Frozen 2) - 안나 역 (목소리, 천만영화)
- 2018년: 라이크 파더 (Like Father)
- 2018년: 틴 타이탄 고! 투 더 무비 (Teen Titans Go! To the Movies)
- 2018년: 주먹왕 랄프 2: 인터넷 속으로 (Ralph Breaks the Internet) - 안나 역
- 2016년~20년: 굿 플레이스 (The good place)- 엘리너 셸스트롭 역
- 2014년: 베로니카 마스 (Veronica Mars) - 베로니카 마스 역
- 2013년: 겨울 왕국 (Frozen) - 안나 역 : 목소리 연기, 천만영화
- 2013년: 무비 43 (Movie 43)
- 2012년: 빅 미라클 (Big Miracle) - 질 제라드 역
- 2012년: 히트 앤 런 (Hit and Run) - 애니 역
- 2011년: 스크림 4G (Scream 4 / Scre4m) - 클로이 역
- 2010년: 로마에서 생긴 일 (When in Rome) - 베스 역
- 2010년: 유 어게인 (You Again) - 마니 역
- 2010년: 버레스크 (Burlesque) - 니키 역
- 2009년: 커플 테라피 : 대화가 필요해 (Couples Retreat) - 신시아 역
- 2009년: 다시 사랑할 수 있을까? (Serious Moonlight) - 사라 역
- 2008년: 사랑이 어떻게 변하니? (Forgetting Sarah Marshall) - 사라 마샬 역
- 2008년: 팬보이즈 (Fanboys) - 조 역
- 2007년~12년 : 가십걸 (Gossip Girl) - 가십걸 역 (목소리) / 본인 역
- 2007년~08년: 히어로즈 - 엘리 비숍 역
- 2006년: 펄스 (Pulse) - 매티 역
- 2004년~06년: 베로니카 마스 (TV) (Veronica Mars1) - 베로니카 마스 역